# Sudans Davis Cup-lag
Sudans Davis Cup-lag styrs av Sudan lawntennisförbund och representerar Sudan i tennisturneringen Davis Cup, tidigare International Lawn Tennis Challenge. Sudan debuterade i sammanhanget 1994 och slutade samma år sjua i Grupp III.